# A Quick One
A Quick One är ett musikalbum av gruppen The Who, utgivet december 1966. I USA gavs albumet ut under namnet Happy Jack, då den brittiska albumtiteln ansågs för (sexuellt) utmanande, och för att låten "Happy Jack" varit en mindre hit i USA.
Titelspåret var The Whos första rockopera, ett tio minuter långt epos som de själva kallar en "miniopera".

## Låtlista

### A Quick One (UK-version)

#### Sida 1
1. "Run, Run, Run" (Pete Townshend) – 2:43
2. "Boris the Spider" (John Entwistle) – 2:29
3. "I Need You" (Keith Moon) – 2:25
4. "Whiskey Man" (John Entwistle) – 2:57
5. "Heat Wave" (Brian Holland/Lamont Dozier/Edward Holland) - 1:57
6. "Cobwebs and Strange" (Keith Moon) – 2:31

#### Sida 2
1. "Don't Look Away" (Pete Townshend) – 2:54
2. "See My Way" (Roger Daltrey) – 1:53
3. "So Sad About Us" (Pete Townshend) – 3:04
4. "A Quick One While He's Away" (Pete Townshend) – 9:10

### Happy Jack (USA-version)

#### Sida 1
1. "Run, Run, Run" (Pete Townshend) – 2:44
2. "Boris the Spider" (John Entwistle) – 2:30
3. "I Need You" (Keith Moon) – 2:25
4. "Whiskey Man" (John Entwistle) – 2:57
5. "Cobwebs and Strange" (Keith Moon) – 2:31
6. "Happy Jack" (Pete Townshend) – 2:11

#### Sida 2
1. "Don't Look Away" (Pete Townshend) – 2:53
2. "See My Way" (Roger Daltrey) – 1:53
3. "So Sad About Us" (Pete Townshend) – 3:04
4. "A Quick One While He's Away" (Pete Townshend) – 9:10